# Joni Aho
Joni Aho (Kaarina, 12 de abril de 1986) é um ex-futebolista  finlandês, que atuava como lateral direito.